# 皖西白鹅
皖西白鹅原产于安徽省西部丘陵山区和河南省固始一带，主要分布在皖西霍邱、寿县、六安、肥西、舒城、长丰等县以及河南省的固始等县，具有生长快、耐粗饲、肉质好和羽绒品质优良等特点，属于中型绒肉兼用型鹅种。
2014年6月，皖西白鹅被列入中华人民共和国国家级畜禽遗传资源保护名录。2020年5月被列入中华人民共和国国家畜禽遗传资源品种名录。

## 体型外貌
皖西白鹅体型中等，全身羽毛白色，体型细致紧凑，颈细长呈弓形。胸深广，被宽平。眼虹彩灰蓝色。喙扁阔，呈橘黄色。头顶有橘黄色肉瘤，圆而光滑无皱褶。公鹅肉瘤大而突出，颈粗长有力。母鹅颈较细短。8％～10％的鹅颌下有咽袋。4％～7％鹅头顶有凤头，呈球形羽束，又称为“顶心毛”。60％～70％鹅头顶部与眼周围有灰毛斑点。20％～30％背部有灰毛斑点。95％～98％有腹褶。跖蹼橘红色。
雏鹅绒毛淡黄色，喙淡黄色，胫、蹼均为橘黄色。

## 生产性能

### 产肉性能
皖西白鹅前期生长较快在农村粗放的饲养条件下，30日仔鹅体重可达1.5千克以上，60日龄可达3.0-3.5千克。在一般放牧条件下，90日龄体重可达4.5千克，成年公鹅体重5.5～5.6千克，母鹅5～6千克。肉用仔鹅半净膛屠宰率为79.0%，全净膛屠宰率为72.8%。

### 羽绒性能
皖西白鹅羽绒质量好，一只鹅产绒约349g，羽绒质量佳，绒朵大，蓬松度高。
根据中华人民共和国国家标准，皖西白鹅的产羽绒性能见下表：
| 项目     | 120日龄  | 240日龄  | 种鹅     |
| -------- | -------- | -------- | -------- |
| 产羽量/g | 245～270 | 320～380 | 400～450 |
| 产绒量/g | 30～40   | 40～50   | 60～120  |

### 繁殖性能
母鹅开产日龄180天左右，母鹅就巢性很强，绝大多数母鹅有就巢性，年产蛋25枚左右，无就巢性的母鹅年产蛋约50枚，将每只就巢鹅分别关进笼子里，并将笼子架空，每天适时泼水可显著降低就巢时间。平均蛋重142克，蛋壳白色。公母配种比例为1:4～1:5。种蛋受精率88%左右，自然孵化的受精蛋孵化率可达92%。皖西白鹅具有较强的繁殖季节性，一般产蛋多集中在1—4月。白鹅产蛋多集中在夜间，03:00—07:00产蛋约占80%，下午产蛋数较少，同时上午交配可以提高皖西白鹅的受精率，因此一般在07:00进行适当放牧，以保证皖西白鹅交配的受精率。

## 饲养管理

### 雏鹅（0～16日龄）
刚出生的鹅机能弱，对外界基本无太大的适应能力，温度控制在25℃左右，半月后将温度控制在18℃～20℃，湿度须控制在60％～70％之间。
雏鹅以配合饲料为主，少量青料，并随日龄延长，不断的加大青料比例。要注意少喂勤添。
早晚气温变化时，需在饮水中添加VC等相关的药物进行预防，减少鹅应激反应；雏鹅生长至10d时，需给予VE等，或让饮水方式补硒。
光照会影响雏鹅的生长发育和性成熟时间，应制定严格的光照程序。育雏1～3天，每天23～24小时光照，光照强度30～40勒克斯，使雏鹅尽快适应和熟悉环境，尽早学会饮水、采食。以后每两天减少1小时，至4周龄时采用自然光照。
在母鹅产蛋时注意要注射小鹅瘟疫苗，在幼鹅出现后，注射小鹅瘟血清；1～3日龄：接种小鹅瘟二联高免血清0.5mL，进行皮肤下注射。7日龄：注射0.25mL副粘病毒灭活苗，如果没有该病流行，可以免除。4周龄时需要注射1mL鹅巴氏杆菌蜂胶复合佐剂灭活苗。

### 育成鹅（17～57日龄）
这个时期鹅雏抵抗力增强，可选择放牧喂养。放牧最好2次/d，每次2h左右即可，上午9:00后开始，下午14:00左右为宜。
育成肉鹅生长发育较快，必须保证足够的青草和饲料供应，肉鹅适应能力很强，吃食也广泛，青草、菜叶或玉米等饲料都可以，但在喂食时还要添加一定比例的配合料，使肉鹅的饲料营养均衡。自17d开始，再饲养40d，至57日龄（肉鹅达4～4.5kg），皖西白鹅转入后期育肥。

### 育肥（58～240日龄上市）
皖西白鹅后期育肥方法有上棚育肥法和放牧育肥法两种。育肥的主要目标在于体重增长快速，羽毛发育良好。不同育肥方法造成长速不同，上市日龄不一致。

#### 上棚育肥（58～200日龄上市）
使用木料，搭建离地50～60cm左右的棚架，这样可方便清理并保持良好的通风，棚架上可用小木分成栏，每栏大小6m左右最佳，密度按4～5只/m²。每个小栏的周围悬挂食槽和水槽（离网底30～40cm高）。配合料每天喂3～4次（晚上加喂1次），青料随意。同时，供给充足的饮水。饲料参考配方为：玉米
85%、豆粕10%、鹅专用预混料5%。

#### 放牧育肥法（58～240日龄上市）
放牧育肥法是在有丰富牧草的地方对鹅进行育肥，这一方法实惠、成本低，但要规划好放牧时间，有计划分片、定期进行放牧处理。在秋后，对于庄稼收割时间也要做好成片的处理，同时，还要注意在放牧的地方水源一定要干净充足。如果草场提供的营养不多，夜晚放牧结束后，需对鹅的营养加餐补充，配方可参考80%玉米、15%豆粕、5%鹅专用预混料，加以饮用水。
以上关于鹅的日龄分段来自参考文献。

## 疾病防控

### 鹅大肠杆菌病
鹅大肠杆菌病是由致病性大肠杆菌引起的鹅的 一种局部或者全身性感染的细菌性疾病，主要经呼吸道、消化道等感染，排泄物污染的饮水引起的感染较
为严重，各种年龄的鹅均能感染，感染率达30%，病死率高达90%。
不同的鹅在患病后，表现的症状也不一样。雌性多数出现精神下降，采食越来越少，头部向下弯曲，而且得病后，可见鹅眼球出现内陷。多数幼鹅表现出头部肿胀、流泪、上眼睑及下眼睑严重粘连，严重的触碰时会有波动感，且多数会快速死亡。
治疗方法可以中西药结合用药，配合使用电解多维饮水、黄芪多糖。中药可选用白头翁散；西药可选用恩诺沙星、氟苯尼考、新霉素、强力霉素、丁胺卡、乳酸环丙沙星、丁安卡娜。
部分感染大肠杆菌可能具有多重耐药性，其主要原因是在日常养殖过程中抗生素的滥用和泛用等，因此在养殖过程中为防止细菌产生耐药性，养殖工作者首先要对病原菌进行药物敏感性检测，选择敏感性较高的药物用于养殖生产中。此外，不要长时间使用一种药物，要多种敏感性药物交替使用，防止其产生耐药性。

### 禽沙门氏菌病
患病鹅症状为想饮水，不愿进食。而且会出现腹泻情况，从粥样变成水样，死亡率为30%。预防可在饲料中添加纯中药制剂肠安，按1kg肠安/1000kg饲料，1次/d，连续使用5d左右，或在每升水中加2g磺胺二甲基嘧啶，也可在每千克饲料中加4～5g，连续3～5d即可。